# Bezirksgemeinde Malnava
Die Bezirksgemeinde Malnava ist eine von 22 Bezirksgemeinden im Bezirk Ludza in Lettland. Der Hauptsitz der Gemeinde befindet sich in Malnava.

## Geografie
Die Bezirksgemeinde liegt im Nordosten von Lettland an der Grenze zu Russland. Durch das Gemeindegebiet fließt der Fluss Ritupe. Die Europastraße 262 durchquert das Gebiet. Die Bezirkshauptstadt Ludza befindet südlich der Gemeinde.

## Geschichte
Die Verwaltungsgemeinschaft wurde 1990 gegründet. 2009 wurde sie in den Bezirk Kārsava eingegliedert, welcher 2021 in den Bezirk Ludza überging.

## Gemeindestruktur
Die Struktur der Bezirksgemeinde ist vergleichbar mit der deutschen Verbandsgemeinde. Malnava pagasts zählte im Jahr 2023 insgesamt 997 Einwohner. Im Jahr 1935 lag die Einwohnerzahl noch bei 7219.
Dörfer und Orte innerhalb des Malnava pagasts sind Malnava sowie unter anderem die Orte Bozova, Lemešova, Soldoni, Novoselki, Liela Zeļčeva, Nesteri, Grebņova und Zibla.